# Sambinae
Sambinae is een bestuurslaag in het regentschap Bima van de provincie West-Nusa Tenggara, Indonesië. Sambinae telt 2444 inwoners (volkstelling 2010).